# Gmina Trzydnik Duży
Die Gmina Trzydnik Duży ist eine Landgemeinde im Powiat Kraśnicki der Woiwodschaft Lublin in Polen. Ihr Sitz ist das gleichnamige Dorf.

## Gliederung
Zur Landgemeinde Trzydnik Duży gehören folgende Ortschaften mit einem Schulzenamt:
Agatówka
Budki
Dąbrowa
Dębowiec
Liśnik Mały
Łychów Gościeradowski
Łychów Szlachecki
Olbięcin
Owczarnia
Rzeczyca Księża
Rzeczyca Ziemiańska
Rzeczyca Ziemiańska-Kolonia
Trzydnik Duży
Trzydnik Duży-Kolonia
Trzydnik Mały
Wola Trzydnicka
Węglin
Węglinek
Wólka Olbięcka
Zielonka
Weitere Orte der Gemeinde sind Baranów, Dąbrowa-Choiny, Dąbrowa-Kolonia, Dębińszczyzna und Wola Trzydnicka.